# CISD2
CISD2 (англ. CDGSH iron sulfur domain 2) – білок, який кодується однойменним геном, розташованим у людей на 4-й хромосомі. Довжина поліпептидного ланцюга білка становить 135 амінокислот, а молекулярна маса — 15 278.
| 10         |  | 20         |  | 30         |  | 40         |  | 50         |
| ---------- |  | ---------- |  | ---------- |  | ---------- |  | ---------- |
| MVLESVARIV |  | KVQLPAYLKR |  | LPVPESITGF |  | ARLTVSEWLR |  | LLPFLGVLAL |
| LGYLAVRPFL |  | PKKKQQKDSL |  | INLKIQKENP |  | KVVNEINIED |  | LCLTKAAYCR |
| CWRSKTFPAC |  | DGSHNKHNEL |  | TGDNVGPLIL |  | KKKEV      |  |            |

A: Аланін

C: Цистеїн

D: Аспарагінова кислота

E: Глутамінова кислота

F: Фенілаланін

G: Гліцин

H: Гістидин

I: Ізолейцин

K: Лізин

L: Лейцин

M: Метіонін

N: Аспарагін

P: Пролін

Q: Глутамін

R: Аргінін

S: Серин

T: Треонін

V: Валін

W: Триптофан

Задіяний у такому біологічному процесі, як автофагія. 
Білок має сайт для зв'язування з іонами металів, іоном заліза, залізо-сірчаною групою, групою 2Fe-2S. 
Локалізований у мембрані, мітохондрії, ендоплазматичному ретикулумі, зовнішній мембрані мітохондрій.